# The Code (canción)
«The Code» es una canción de Nemo, lanzada el 29 de febrero de 2024 por Better Now Records. Descrita por Nemo como una canción que detalla su experiencia al aceptar su identidad no binaria, fue escrita por su intérprete y otros tres compositores. Representó a Suiza en el Festival de la Canción de Eurovisión 2024, donde ganó con 591 puntos.

## Antecedentes y composición
«The Code» fue escrita por Benjamin Alasu, Lasse Midtsian Nymann, Linda Dale y Nemo Mettler. La BBC describió la canción como una "ópera EDM de drum and bass " y comentó que su estribillo estaba inspirado en La flauta mágica de Wolfgang Amadeus Mozart. En declaraciones a la prensa, Nemo afirmó que la canción detalla su comprensión de su identidad no binaria, afirmando que darse cuenta de que le ha dado "libertad" y que al participar en el Festival de la Canción de Eurovisión, ha podido "defender a toda la comunidad LGBTQIA+". Según Nemo, al aceptar que no "se sentía ni hombre ni mujer... tuve que romper algunos códigos"; la canción hace referencia al código binario, que pretende representar la clasificación binaria de géneros. Mettler también declara en la canción que ha encontrado su "reino venido", negándose a ajustarse a las normas tradicionales de clasificación de género y apegarse a un solo estilo musical.
Los rumores iniciales de que Nemo sería la persona elegida para representar a Suiza en el Festival de la Canción de Eurovisión 2024 fueron confirmados el 25 de febrero de 2024 cuando el medio de noticias suizo Blick publicó informes de su selección. Tres días después, se rumoreaba que el título de la canción era «The Code». El 29 de febrero, se anunció oficialmente que sería quien representaría a Suiza en el concurso.

## Vídeo musical y promoción

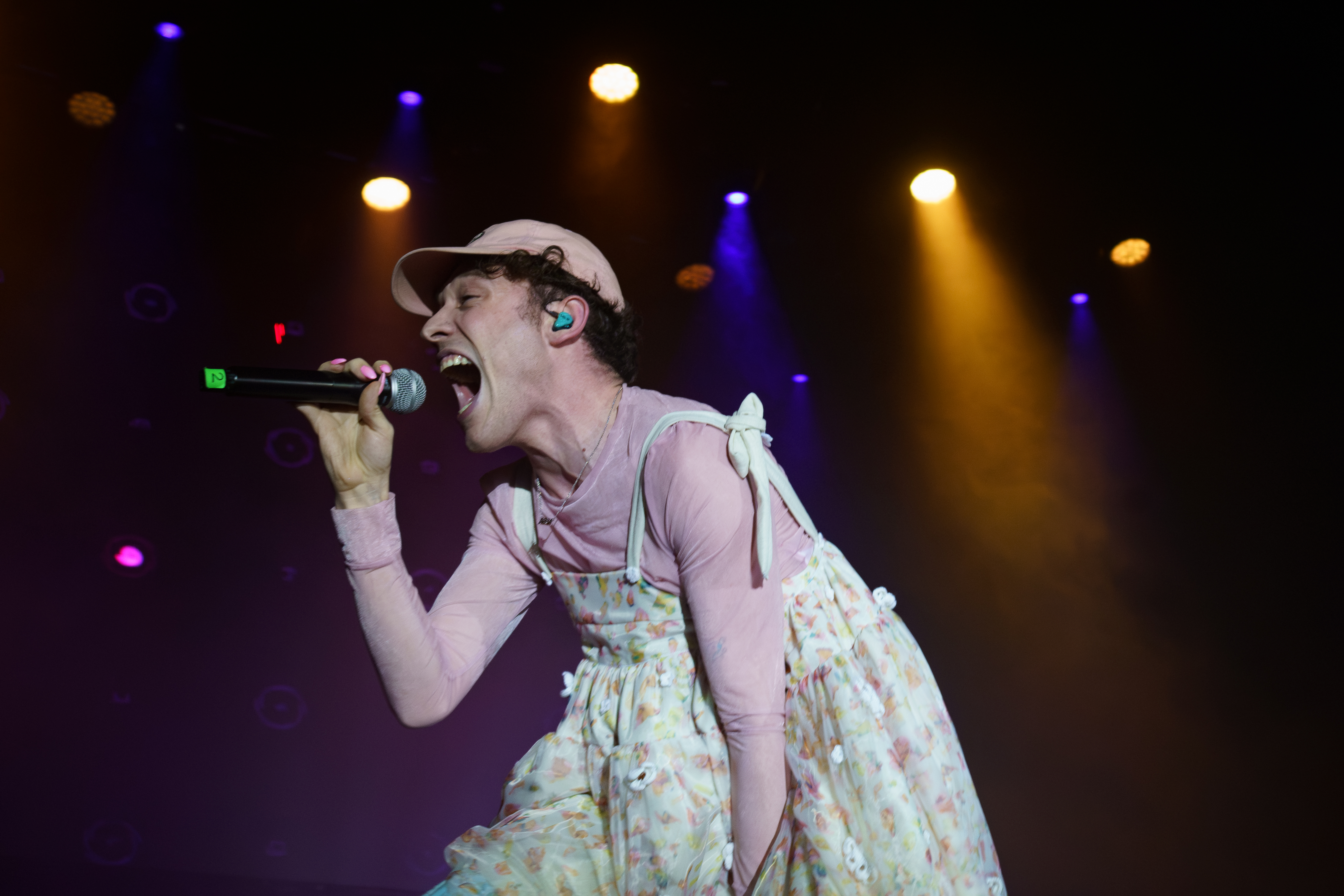
Nemo interpretando la canción en Madrid en 2024

Junto con el lanzamiento de la canción, el mismo día se publicó un vídeo musical que la acompaña. Para promocionar aún más la canción, Nemo confirmó su intención de participar en varias fiestas previas de Eurovisión durante los meses de marzo y abril, incluida la Pre-Party ES 2024 el 30 de marzo, Eurovisión en Concierto 2024 el 13 de abril, y la Fiesta Nórdica de Eurovisión 2024 el 14 de abril. También interpretó la canción en otras ocasiones antes del concurso, incluido el programa de televisión suizo MusicStar – Die Revival-Show el 31 de marzo  y una actuación en la Embajada de Suecia en Berna para honrar el 50 aniversario de la victoria de ABBA en la Canción de Eurovisión. Concurso 1974.

## Recepción de la crítica
The Code ha recibido relativos elogios. En una reseña de Wiwibloggs que contiene varias reseñas, la canción obtuvo una calificación de 8,83 sobre 10 puntos, ganando la clasificación anual del sitio para ese año. Doron Lahav de ESC Beat clasificó la canción en octavo lugar entre las 37 entradas que compitieron en Eurovisión 2024, elogiando las habilidades vocales de Mettler pero admitiendo que el tema de la canción y la fusión de estilos musicales "podrían ser demasiado complicados de digerir". Glen Weldon, escritor de National Public Radio (NPR), consideró la canción una de las favoritas para ganar el concurso, elogió la combinación de múltiples estilos dentro de la canción y declaró que tenía "todas las características de una espectacular". Por el contrario, Jon O'Brien, escritor de Vulture, clasificó la canción en el puesto 22 entre 37 canciones, afirmando que si bien la canción tenía un "gran mensaje de libertad, identidad propia y aceptación", pensaban que la combinación de estilos era confuso y "podría hacer que tengas que recurrir al ibuprofeno".
En los meses previos al Festival de la Canción de Eurovisión 2024, «The Code» era considerada una de los favoritas para ganar el concurso según las probabilidades de apuestas. Horas después del lanzamiento de la canción, ocupó el décimo lugar en el primer conjunto de probabilidades de apuestas que se publicaron después de que saliera. El 10 de marzo, subió al cuarto lugar, amenazando a la italiana Angelina Mango por el tercer puesto. A principios de abril, inmediatamente después de la interpretación de la canción por parte de Nemo en Pre-Party ES 2024, ascendieron al primer lugar, convirtiéndose en el favorito para ganar el concurso con probabilidades de 7 a 2. Antes de los ensayos, «The Code» también tenía un 93% de posibilidades de clasificarse para la segunda semifinal. En respuesta a convertirse en la persona favorita, Nemo dijo a Aussievision que no estaba "demasiado concentrade en ellos".

## Eurovisión

### Selección interna
La emisora de Suiza para el Festival de la Canción de Eurovisión, la Corporación Suiza de Radiodifusión (SRG SSR), anunció su intención de participar en el Festival de la Canción de Eurovisión 2024 el 7 de julio de 2023, utilizando una selección interna para elegir a su representación y canción. Las presentaciones para la candidatura suiza se realizaron en dos rondas: una ronda inicial del jurado que se utilizó para preseleccionar a cinco candidaturas para otra ronda del jurado. El 29 de febrero, se anunció oficialmente que Nemo había ganado los derechos para representar a Suiza en el Festival de la Canción de Eurovisión 2024.

### En Eurovisión

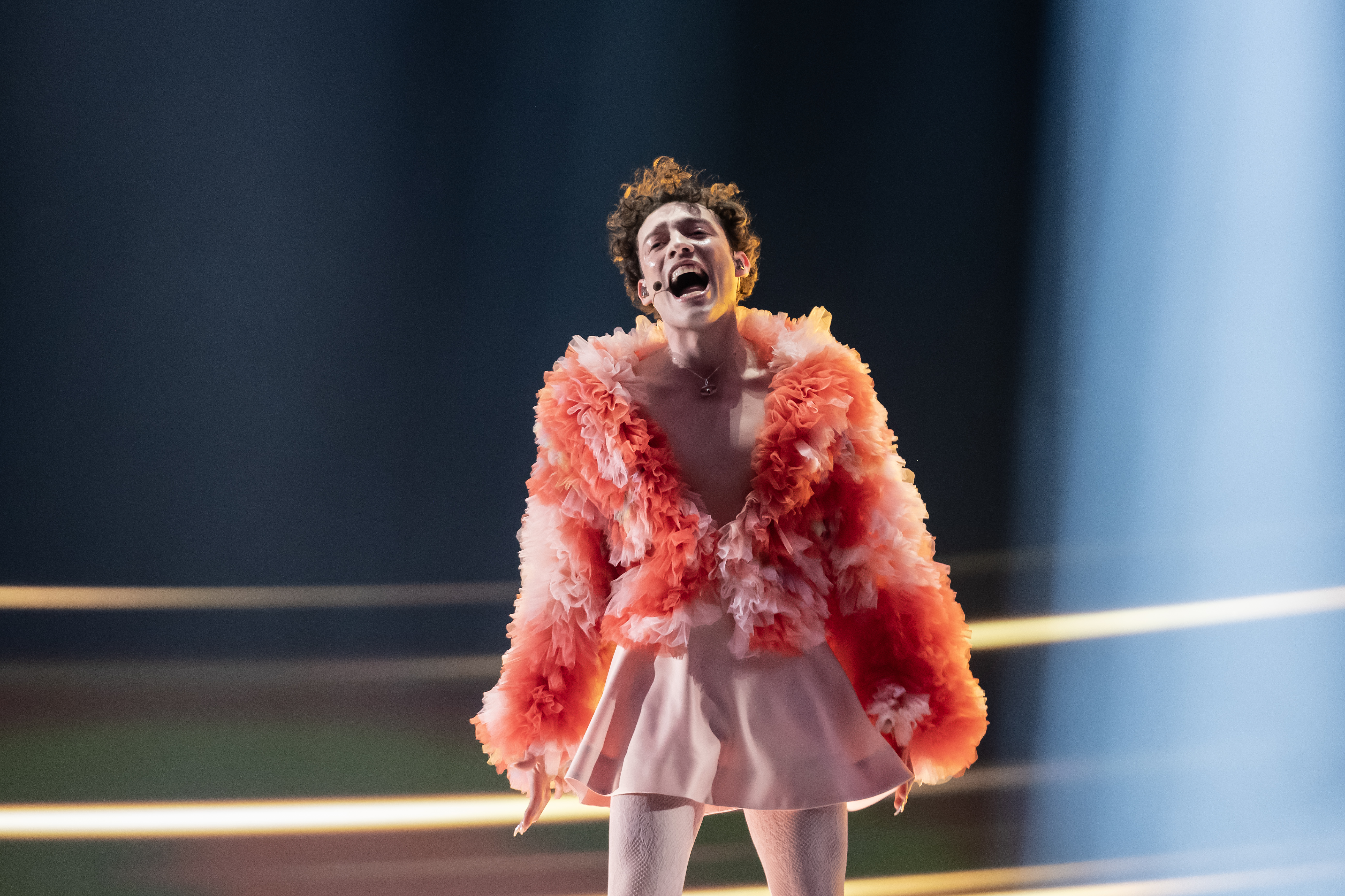
Nemo en el Festival de Eurovisión de 2024

El Festival de la Canción de Eurovisión 2024 se llevó a cabo en el Malmö Arena de Malmö, Suecia, y constó de dos semifinales celebradas en las respectivas fechas del 7 y 9 de mayo y la final el 11 de mayo de 2024. Durante el sorteo de asignación del 30 de enero de 2024, Suiza fue elegida para competir en la segunda semifinal, actuando en la primera mitad del espectáculo. Más tarde, Nemo quedó en cuarto lugar en la semifinal, detrás de la griega Marina Satti y por delante de la checa Aiko.
Para su actuación en Eurovisión, el coreógrafo sueco Fredrik Benke Rydman estuvo a cargo de la puesta en escena. La actuación presentó a Mettler con un traje de piel rosa y blanco. Mettler se muestra sobre un puntal circular blanco, y ocasionalmente salta sobre el puntal giratorio durante toda la actuación. «The Code» terminó en cuarto lugar, recibiendo 132 puntos y asegurándose un lugar en la gran final.
Mettler repitió su actuación en la gran final del 11 de mayo. La canción se interpretó en el puesto 21, por delante de Silia Kapsis de Chipre y de Raiven de Eslovenia. La actuación recibió reacciones positivas. El crítico musical del Daily Telegraph, Neil McCormick, elogió la voz de Mettler y su "energía salvaje" durante la actuación, afirmando que aunque pensaban que la letra de la canción era inusual, su energía "convirtió [la actuación] en algo trascendente a su manera ridícula". Tras el anuncio de los resultados, Mettler finalizó con un total de 591 puntos, con un resultado dividido de 365 puntos del jurado y 226 puntos del televoto. El total fue suficiente para que Mettler se llevara la victoria, obteniendo 44 puntos más que el subcampeón, el croata Baby Lasagna. Respecto al primero, se otorgaron a la canción 22 sets del máximo de 12 puntos. También recibió un set de 12 puntos en el televoto, procedente de Ucrania.